# Albalate del Arzobispo
Albalate del Arzobispo ist eine Gemeinde in der Provinz Teruel in der Autonomen Region Aragón in Spanien. Sie liegt in der Comarca Bajo Martín am östlichen Ufer des Río Martín und hatte 2024 1.933 Einwohner.

## Geschichte
Der Ort, an dem westgotische Keramikreste gefunden wurden, ist eine maurische Gründung und leitet seinen Namen von dem Begriff al-balat (der Weg) ab. Er unterstand ab 1149 dem Bischofsstuhl von Saragossa.

## Sehenswürdigkeiten
Der Ortskern von Albalate del Arzobispo wurde 1983 als Conjunto histórico-artístico klassifiziert.
- Gotische Burg (ehemals Bischofsresidenz)
- Kirche Asunción de Nuestra Señora
- Ölmühle
- Einsiedelei von Arcos

## Persönlichkeiten
- Der Maler Juan José Gárate (1870 bis 1939)
- Der Schriftsteller Alfonso Zapater Gil (1932 bis 2007)